# Vărbeșnița, Vrața
Vărbeșnița (în bulgară Върбешница) este un sat în comuna Mezdra, regiunea Vrața,  Bulgaria. 

## Demografie
Componența etnică a satului Vărbeșnița
     Bulgari (85,06%)
     Nicio identificare (14,93%)
     Altele (0,75%)
La recensământul din 2011, populația satului Vărbeșnița era de 395 locuitori. Din punct de vedere etnic, majoritatea locuitorilor (85,06%) erau bulgari. Pentru 14,93% din locuitori nu este cunoscută apartenența etnică.